# اتفاقية البلدان الأمريكية لمكافحة الفساد
اتفاقية البلدان الأمريكية لمكافحة الفساد اعتمدته الدول الأعضاء في منظمة الدول الأمريكية في 29 مارس 1996، ودخلت حيز التنفيذ في 6 مارس 1997. وكانت أول اتفاقية دولية تتناول مسألة الفساد.
وفقًا للمادة الثانية من نص الاتفاقية، لها هدفان:
- تشجيع وتعزيز تطوير كل دولة من الدول الأطراف للآليات اللازمة لمنع الفساد وكشفه والمعاقبة عليه والقضاء عليه.
- تعزيز وتسهيل وتنظيم التعاون بين الدول الأطراف لضمان فعالية التدابير والإجراءات لمنع الفساد وكشفه والمعاقبة عليه والقضاء عليه في أداء الوظائف العامة وأعمال الفساد المتعلقة على وجه التحديد بهذا الأداء.